# Claude-Jean-Antoine d'Ambly
Claude-Jean-Antoine d'Ambly est un homme politique français né le 12 décembre 1720 à Ambly-sur-Bar (Vendresse) (Ardennes) et mort le 12 juillet 1798 à Hambourg (Allemagne).
Page de la grande écurie du roi, il est ensuite cornette dans le régiment Royal-dragons. Il fait toutes les campagnes de la guerre de Sept Ans et devient maréchal de camp en 1767 et chevalier de Saint-Louis. Il est député de la noblesse aux états généraux de 1789 pour le bailliage de Reims et siège à droite avec les partisans de l'Ancien régime. Il émigre en 1792 et rejoint l'armée de Condé.
Par lettres-patentes données par Louis XV à Versailles en novembre 1768, la terre d'Ambly est érigée en marquisat et unie à plusieurs autres fiefs (Le Champ Chevalier, Ambrières, La Morteau, Maire, La Neuville, ainsi qu'à 75 arpents de bois dans la forêt d'Omont) en faveur de Claude-Jean-Antoine d'Ambly en récompense de ses actions militaires.

## Sources
- « Claude-Jean-Antoine d'Ambly », dans Adolphe Robert et Gaston Cougny, Dictionnaire des parlementaires français, Edgar Bourloton, 1889-1891 [détail de l’édition]
- Archives princières de Monaco, chartrier des comtes-ducs de Rethel, T 367.